# 朗格瓦桑-基克里
朗格瓦桑-基克里（法語：Languevoisin-Quiquery，法語發音：[lɑ̃ɡvwazɛ̃ kikʁi]）是法国上法蘭西大區索姆省的一个市镇，属于佩罗讷区。该市镇于1820年由原市镇朗格瓦桑（Languevoisin）和基克里（Quiquery）合并而成。

## 地理
朗格瓦桑-基克里（49°44'52"N, 2°55'52"E）面积4.83 平方千米，位于法国上法蘭西大區索姆省，该省份为法国北部沿海省份，北起加来海峡省和北部省，西接滨海塞纳省和大西洋英吉利海峡，南至瓦兹省，东临埃纳省。
与朗格瓦桑-基克里接壤的市镇（或旧市镇、城区）包括：内勒、比扬库尔、布勒伊、克雷西-奥芒库尔、翁布勒、穆瓦延库尔、小鲁伊。
朗格瓦桑-基克里的时区为UTC+01:00、UTC+02:00（夏令时）。

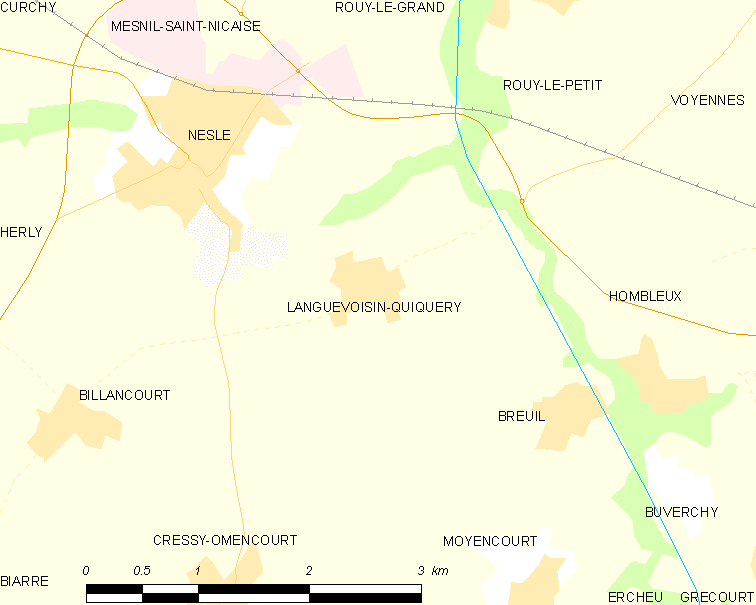
朗格瓦桑-基克里的OSM定位图

## 行政
朗格瓦桑-基克里的邮政编码为80190，INSEE市镇编码为80465。

## 政治
朗格瓦桑-基克里所属的省级选区为阿姆县。

## 人口

1962-2008年间朗格瓦桑-基克里人口变化图示

朗格瓦桑-基克里于2022年1月1日时的人口数量为193人。